# Turismo em Marrocos
O turismo em Marrocos é consideravelmente bem desenvolvido. O país tem um forte setor turístico, que tem como foco principal a cultura e história da região. O Marrocos é um dos países politicamente mais estáveis do Norte da África, o que permitiu o desenvolvimento do turismo no local. Em 1985, o governo marroquino criou um Ministério do Turismo, o que fortaleceu ainda mais o setor. O turismo é considerado uma das principais fontes de renda do povo marroquino. A partir de 2013, o país começou a registrar desde então o maior número de visitantes em toda a África. Em 2018, 12,3 milhões de turistas teriam visitado o Marrocos.
Na segunda metade da década de 1980 e no início da década de 1990, entre 1 e 1,5 milhão de europeus vindos da Grã-Bretanha, Itália, Alemanha, Holanda e principalmente da Espanha e da França, visitaram o Marrocos. Os turistas visitavam principalmente grandes resorts litorâneos ao longo da costa atlântica, principalmente na cidade de Agadir.

## Indústria turística
O setor turístico gerou em 2007, um total de US$7,55 bilhões; o mesmo é a segunda maior fonte de lucro em Marrocos, logo após a indústria de fosfato. O governo marroquino investe pesadamente no desenvolvimento do turismo; são também patrocinadas tanto pelo poder público quanto pela iniciativa privada, campanhas de marketing para atrair turistas; as mesmas descrevem o Marrocos como um lugar barato e exótico, e além de tudo seguro para os turistas estrangeiros.
A boa localização (próxima a Europa), as atrações turísticas e os custos relativamente baixos, ajudam Marrocos a conseguir em comparação, um número tanto quanto alto de turistas anuais. Por conta de sua proximidade com a Espanha, os turistas que visitam as áreas costeiras do sul espanhol, gozam da proximidade entre os países, e fazem assim viagens ou passeios rápidos de um a três dias ao Marrocos; Marrakesh e Agadir são um dos dois principais destinos desses turistas. Marrocos é relativamente barato por conta da desvalorização do dirrã (unidade monetária local) e do aumento dos preços dos hotéis espanhóis. O país também possui uma excelente infraestrutura rodoviária e ferroviária que liga as principais cidades e destinos turísticos. As companhias aéreas de baixo custo oferecem voos baratos para o país.

## Plano Azur
O Plano Azur, um projeto de grande envergadura iniciado pelo rei Mohammed VI, tinha como objetivo internacionalizar Marrocos. O plano previa a criação de seis resorts costeiros para proprietários de casas de férias e turistas (cinco na costa atlântica e um no Mediterrâneo), o mesmo, segundo o governo de Marrocos tem como objetivo criar uma série de albergues de qualidade respeitando os princípios do desenvolvimento sustentável. O plano também incluia outros projetos de desenvolvimento de grande escala, como a modernização dos aeroportos regionais e a construção de novas ligações ferroviárias e rodoviárias nacionais e internacionais. O plano fazia parte de um programa iniciado pelo Departamento de Turismo de Marrocos para superar deficiências quantitativas e qualitativas nas estruturas hoteleiras.

## Atrações turísticas
|  |  |
|  |  |
|  |  |

Os principais pontos de interesse turístico no país podem ser divididos em sete regiões:
- As quatro cidades imperiais - as quatro capitais históricas de Marrocos: Fez, Marrakesh, Meknes e Rabat;
- Marrakech;
- Casablanca - a maior cidade do Marrocos; casa da Mesquita Haçane II, que tem o segundo minarete mais alto do mundo com 210 metros de altura;[9]
- Tânger e arredores;
- Ouarzazate - local famoso por ser usado em diversas produções cinematográficas; a vila fortificada de Aït-Ben-Haddou;[10][11]
- Agadir e seus resorts litorâneos;
- Tarfaya e seus resorts litorâneos;
- Fez - a segunda maior cidade do Marrocos e capital científica e espiritual do país; casa de Al Qarawyien, a universidade mais antiga do mundo.[12]

Embora Marrocos fosse no passado um protetorado francês, o turismo sempre concentrou-se em áreas urbanas, como nas cidades de Tânger e Casablanca. Nas décadas de 1970 e 1980, houve um período de desenvolvimento de resorts litoranêos em locais como Agadir, na costa do Atlântico.
O litoral marroquino sempre foi muito procurado por turistas estrangeiros, porém o turismo está cada vez mais focado na cultura do Marrocos, como em suas cidades antigas. A indústria turística moderna tira proveito dos antigos sítios romanos e islâmicos do Marrocos e de suas paisagens  históricas e culturais. 60% dos turistas de Marrocos visitam o país por conta de sua cultura e seus patrimônios.
Agadir é uma importante cidade, sede de grotescos resorts costeiros; tem cerca de um terço de todos os hotéis marroquinos. É uma referência para excursões às Montanhas Atlas. Outros resorts no norte de Marrocos também são muito populares. Casablanca é o principal porto de cruzeiros de Marrocos e tem o mercado mais desenvolvido para turistas no país.